# Берёзкин, Григорий Соломонович
Григо́рий (Гирш) Соломо́нович Берёзкин (бел. Рыго́р Саламо́навіч Бяро́зкін; 3 июля 1918, Могилёв — 1 декабря 1981, Минск) — белорусский советский литературный критик, литературовед.  Писал на идише, на белорусском и на русском языке. Член Союза писателей СССР (1939).

## Биография

Могила Берёзкина на Восточном кладбище Минска.

Родился в Могилёве в семье служащего (по некоторым данным, его отец за принадлежность к Бунду был репрессирован в начале 1920-х годов).
Учился на рабфаке, на литературном факультете Минского педагогического института имени М. Горького (1936—1938). В 1938 году работал заведующим отдела критики в редакции журнала «Полымя рэвалюцыі», затем — литературным консультантом в кабинете молодого автора при Союзе писателей Белорусской ССР (1938—1939), заведующим отдела критики газеты «Літаратура і мастацтва» (1939—1941).
В апреле 1941 года был арестован вместе с Эли Каганом и Зеликом Аксельродом. 26 июня сотрудники НКВД вывезли в лес заключенных, где расстреляли всех политических. Каган уцелел потому, что его приняли за уголовника, а Берёзкин бежал в момент расстрела, Аксельрод был убит.
Позднее Берёзкин прибыл в Могилёв, где подал заявление на вступление в ряды РККА. Участник Великой Отечественной войны. Принял участие в боях под Сталинградом, на Курской дуге, под Киевом, в Карпатах, на Сандомирском плацдарме, при освобождении Праги. Был ранен.
В июле 1949 года было репрессирован вторично, отбывал наказание в лагерях Казахстана и Сибири. Был освобождён в ноябре 1955 года, реабилитирован в июле 1956 года.
В 1956—1967 годах заведующий отделом критики и поэзии в журнале «Нёман» (до 1960 года «Советская Отчизна»). В 1967—1969 годах — заведующий отделом литературы редакции газеты «Літаратура і мастацтва», в 1970—1975 годах — литературный сотрудник бюллетеня «Помнікi гісторыi i культуры Беларусi». В 1960-х годах выступал с материалами о белорусских писателях в журнале «Новый мир».
По воспоминаниям белорусского литератора Валентина Тараса, Г. Берёзкин сочувствовал Израилю после Шестидневной войны 1967 года. Тем не менее в марте 1970 г. вместе с другими деятелями белорусской культуры и науки Берёзкин подписал «Гневный протест» против «израильской военщины», одобрив борьбу «свободолюбивых арабских народов».

## Семья
- Отец — Шолом Гиршович Берёзкин
- Мать — Гися-Рива Тевелевна Певзнер[4]
- Брат — актёр Матвей Соломонович Берёзкин (1915—1966)
- Жена — литературовед Юлия Михайловна Канэ (род. 1931)